# 劉璋 (成化進士)
劉璋（1440年—1504年），字廷圭，河南都司衛輝千户所官籍（今河南省汲縣人），明朝政治人物、同進士出身。

## 生平
三月十九日生。河南鄉試第五十三名，成化二年（1466年），登丙戌科進士，授山東高密縣知縣。任福建福清縣知縣。成化九年，授福建道監察御史。十四年正月升山東按察司佥事，成化二十三年二月，升山西按察司副使。丁憂，服闋，弘治七年十二月復除四川按察司副使。弘治十一年四月，升山西按察使，次年九月改山西布政使司右布政使。弘治十三年六月，授都察院右副都御史、巡撫甘肅等地，十七年卒于官。

## 家族
曾祖劉聪，百户；祖父劉恕。父劉英，百户。母胡氏。慈侍下。兄璽。弟瓒。娶张氏。子劉希文。